# جوانان شکست‌ناپذیر
جوانان شکست‌ناپذیر (انگلیسی: Invincible Youth; کره‌ای: 청춘불패) یک ورایتی شوی محصول کره جنوبی است که فصل اول آن از ۲۳ اکتبر ۲۰۰۹ تا ۲۴ دسامبر ۲۰۱۰ پخش شد. فصل اول شامل ۷ دختر (همگی با عنوان جی۷ شناخته می‌شدند) از گروه‌های آیدل کی-پاپ بود. فصل دوم از ۱۲ نوامبر ۲۰۱۱ و با حضور ۸ دختر پخش شد.